# Tomàs d'Irlanda
Tomàs d'Irlanda (S. XIII - abans de 1338), conegut també com a Thomas Hibernicus (no confondre amb el frare franciscà Tomàs d'Hibèrnia, que morí pels volts de 1270), fou un escriptor medieval escolàstic irlandès. La fama de Tomàs d'Irlanda no es deu pas a que fóra un autor original, sinó a que fou un autor d'antologies i d'índexs alfabètics.

## Vida
Tomàs fou estudiant del Col·legi de Sorbona a París i magister artium (mestre en humanitats) al voltant de 1295. En els primers manuscrits del seu Manipulus en 1306 apareix esmentat com a membre del Col·legi de la Sorbona. Se creu que morí abans de 1338.

## Obres

### Manipulus florum
Tomàs fou l'autor de tres breus tractats d'exegesi teològica i bíblica, i el compilador del Manipulus florum (Ramell de flors). Aquesta darrera obra és un florilegi en llatí, que ha estat descrit com una "col·lecció d'uns 6,000 extractes de la Patrística i d'uns pocs autors clàssics". Tomàs compilà aquesta col·lecció a partir de llibres de la biblioteca de la Sorbona, "i a la seua mort llegà els seus llibres i setze lliures parisenques al col·legi".
Encara que Tomàs fou en principi membre del clergat secular, la seua antologia tingué molt d'èxit perquè "s'adaptava prou a les necessitats dels nous ordes mendicants ... [per a] ... localitzar cites ... rellevants a qualsevol tema que volgueren tractar en els seus sermons." De fet, Boyer ha demostrat que molt poc després que el Manipulus fou enllestit un dominicà francès l'usà per a compondre una sèrie de sermons que ha arribat als nostres dies. Nogensmenys, Nighman ha argumentat que, tot i que l'obra fou usada segurament per predicadors, la intenció de Tomàs d'Irlanda no era escriure una eina per a ajudar a la predicació, sinó més aviat una eina per a ajudar els estudiants universitaris, especialment aquells que pretenien fer una carrera eclesiàstica que implicara la cura d'ànimes.
Tomàs d'Irlanda fou també un dels pioners de la tecnologia de la informació medieval, ja que inclogué índexs alfabètics i referències creuades. Això explica en part el gran èxit que tingué aquesta obra. El Manipulus florum sobreviu en uns cent noranta manuscrits, i fou imprès per primera volta en 1483. Fou imprès vint-i-sis voltes durant el segle xvi, i onze voltes durant el segle xvii. Àdhuc al s. XIX es publicaren edicions a Viena i Tori.

### Altres obres
Tomàs fou també l'autor d'altres tres obres: 
1. De tribus punctis religionis Christiane (Sobre els tres principals punts de la religió cristiana), al voltant dels deures del clergat secular.
2. De tribus hierarchiis (Sobre les tres jerarquies), que desenvolupa idees de jerarquia expressades al final de De tribus punctis.
3. De tribus sensibus sacre scripture (Sobre els tres sentits de la Sagrada Escriptura), al voltant dels quatre sentits de la Bíblia.

Les dos darreres obres sobreviuen en 3 i 8 manuscrits respectivament.